# The Society of Mind
The Society of Mind (wörtlich: Die Gesellschaft des Geistes, deutscher Titel: Mentopolis) ist ein Buch und eine Theorie von Marvin Minsky.
Minsky entwickelt in einem Schritt-für-Schritt-Prozess ein umfassendes Modell menschlicher Intelligenz und versucht dieses auf das Feld der künstlichen Intelligenz zu übertragen. Seine Kernthese ist, dass unintelligente (mindless), einfache Bausteine, Agenten, durch Interaktionen Komplexität aufbauen können. Er beschreibt, wie verschiedene Interaktionen, die einer spezifischen Problemlösung zugeordnet sind, als „Agentengemeinschaften“ aufgefasst werden können, daher der Titel „Society of Mind“.
Das Buch (Erstauflage 1986) ist die erste verständliche Beschreibung von Minskys Society-of-Mind-Theorie, die er bereits in den frühen 1970er Jahren zu entwickeln begann. Das Buch besteht aus 270 eigenständigen Aufsätzen, die in 30 Kapitel gegliedert sind.
Während er seine Society-of-Mind-These erklärt, führt Minsky eine Reihe Ideen und Konzepte ein. Minsky entwickelt Theorien darüber, wie Prozesse wie Sprache, Gedächtnisse, Lernen funktionieren könnten, beschäftigt sich aber auch mit Fragen wie Bewusstsein, Freier Wille, Selbsterkenntnis. Deshalb wird es oft eher als ein philosophisches als ein informationstechnisches Buch betrachtet.
Eine Kernthese Minskys ist, dass Intelligenz das ist, was Gehirne tun („minds are what brains do“). Die Society of Mind Theorie betrachtet die menschliche Psyche und jedes andere natürlich entstandene kognitive System als eine große Anzahl (society) einzelner simpler Prozesse, die Minsky „Agenten“ nennt.
Die Theorie wird durch das folgende Zitat Minskys zusammengefasst:

„What magical trick makes us intelligent?
The trick is that there is no trick. The power of intelligence stems from our vast diversity, not from any single, perfect principle.“

„Welcher magische Trick macht uns intelligent?
Der Trick ist, daß es keinen Trick gibt. Die Macht der Intelligenz stammt aus unserer ungeheuren Diversität und nicht aus einem einzelnen perfekten Prinzip.“